# Parafia Wniebowzięcia Najświętszej Maryi Panny w Marwałdzie
Parafia Wniebowzięcia Najświętszej Maryi Panny w Marwałdzie – parafia rzymskokatolicka znajdująca się w archidiecezji warmińskiej, w dekanacie Grunwald.